# Rynnica dwudziestokropkowa
Rynnica dwudziestokropkowa, rynnica dwudziestokropka (Chrysomela vigintipunctata) – gatunek chrząszcza z rodziny stonkowatych.
Ciało długości od 6,5 do 8,5 mm, z wierzchu słomkowożółte do jasnoochrowego z czarnym wzorem obejmującym 10 plam na każdej z pokryw, pas wzdłuż ich szwu, tarczkę oraz środek przedplecza.
Roślinami żywicielskimi są wierzby. Zimują owady dorosłe w ściółce lub pod korą.
W Europie wykazany został z Albanii, Austrii, Bośni i Hercegowiny, Bułgarii, Francji, Grecji, Holandii, byłej Jugosławii, Liechtensteinu, Łotwy, Macedonii, Niemiec, Polski, Rosji, w tym obwodu królewieckiego, Szwecji, Szwajcarii, Węgier i Włoch. Na wschód sięga przez Syberię, Mongolię, północne Chiny i Półwysep Koreański po Japonię.
W Polsce gatunek rzadki, ale jego pojawy są masowe.

## Galeria

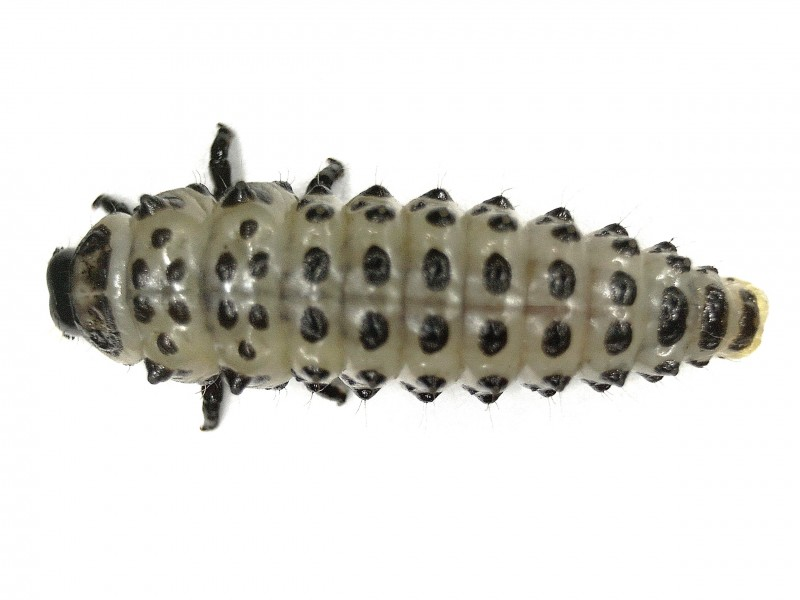
Larwa
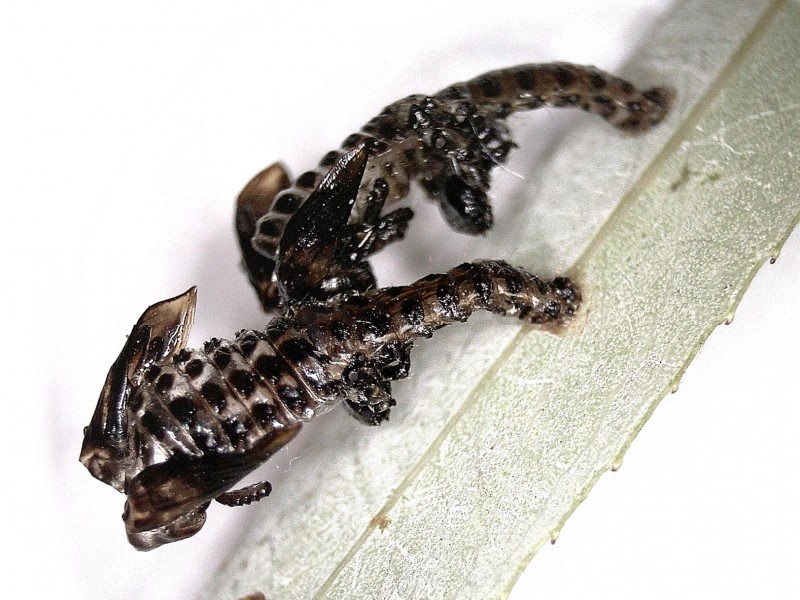
Poczwarki
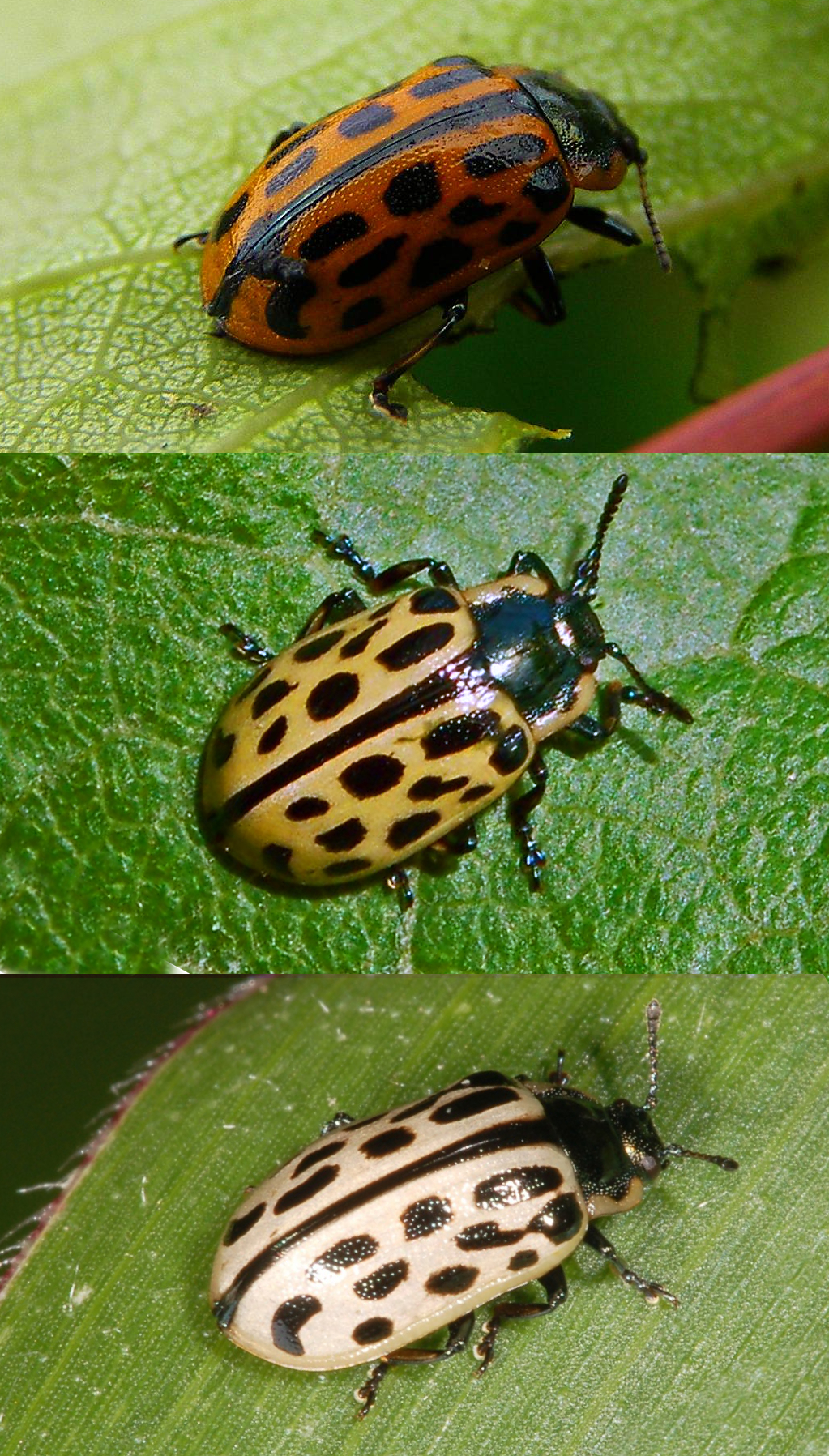
Owady dorosłe